# Peter Fendi
Peter Fendi (4. září 1796, Vídeň – 28. srpna 1842, Vídeň) byl rakouský dvorní malíř, portrétista, žánrový malíř, rytec a litograf. Byl jedním z předních umělců období biedermeieru.

## Život
Peter Fendi pochází z rodiny ředitele školy Josepha Fendi a jeho ženy Elisabeth. Byl mimořádně nadaný už jako dítě a ve 13 letech začal studovat na Císařsko-královské akademii u sv. Anny u profesorů Johanna Martina Fischera a Huberta Maurera. Jeho učitelem byl i vynikající portrétista Johann Baptist von Lampi starší. Po smrti Fendiho otce rodina zchudla a Peter nemohl pokračovat ve studiu. Živil se jaku nižší úředník v advokátní kanceláři, když ho objevil sběratel a znalec umění a osobní oční lékař císaře Josefa II. Joseph Barth. Nabídl Fendimu místo kreslíře a kopisty nejprve pro své sbírky a později ho seznámil s ředitelem Akademie, hrabětem Lamberg-Sprinzenstein, který ho pověřil kopírováním sbírky starých váz. Od roku 1816 pak pracoval ve Dvorním kabinetu antik a mincí jako kreslíř. Navštěvoval salon spisovatelky Caroline Pichler, kde se kolem něj vytvořil okruh malířů.
Roku 1821 obdržel zlatou medaili za svůj obraz Vilenice. Roku 1836 byl zvolen jako člen vídeňské Akademie umění.
Fendi v rámci svých pracovních povinností navštívil Slezsko (1818), Benátky (1821), Moravu a Slovensko (1824-1825). Pracoval jako malíř pro šlechtický rod Dietrichsteinů, kteří mu zprostředkovali portrétování dětí z císařské rodiny. Jako učitele kreslení ho zaměstnali Liechtensteinové a Püttlingenové. Stal se vyhledávaným portrétistou. Ke konci života vedl prestižní malířskou školu a věnoval se výuce svých oblíbených žáků.

## Dílo

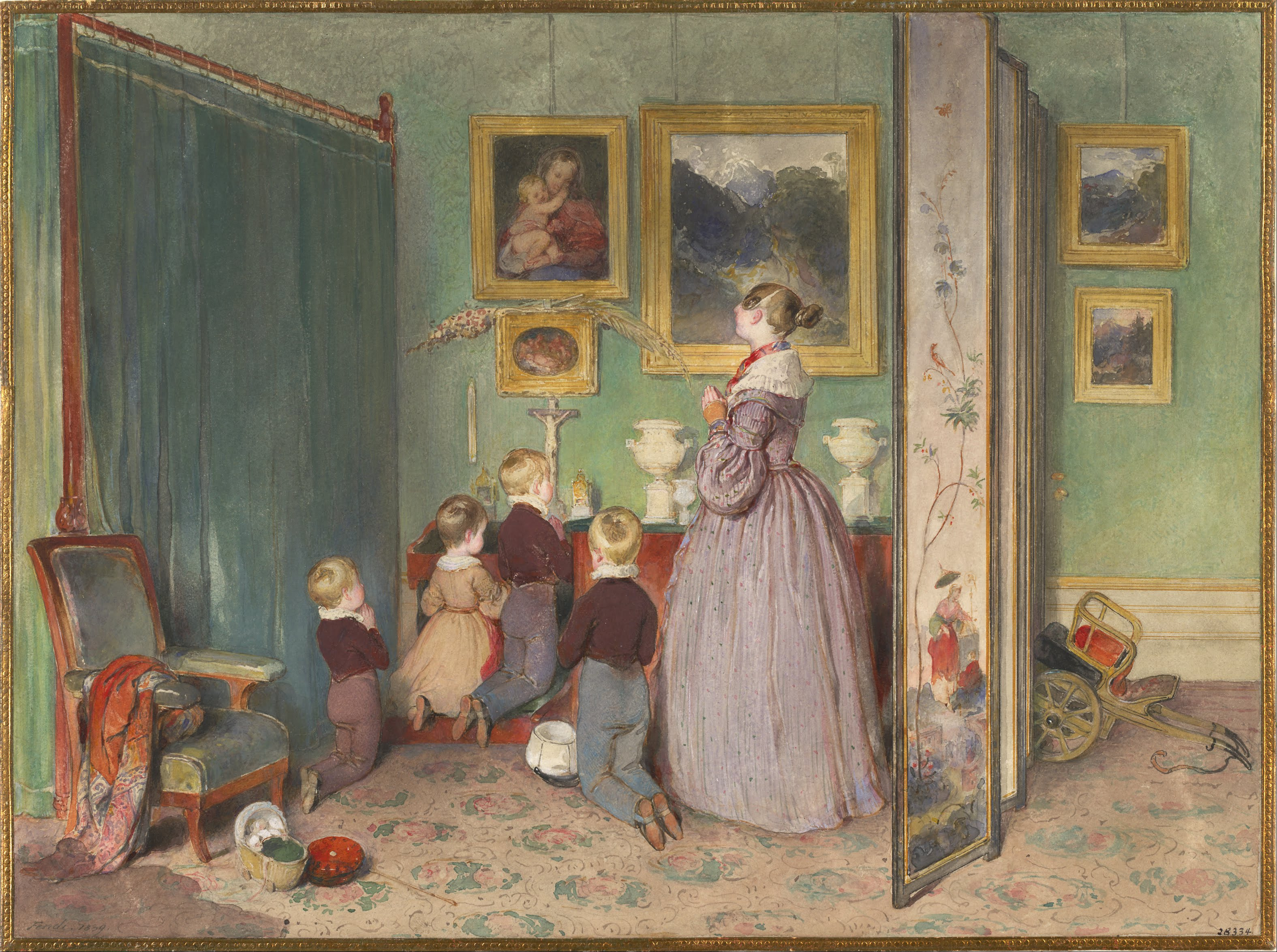
Peter Fendi, Večerní modlitba, 1839 - Google Art Project

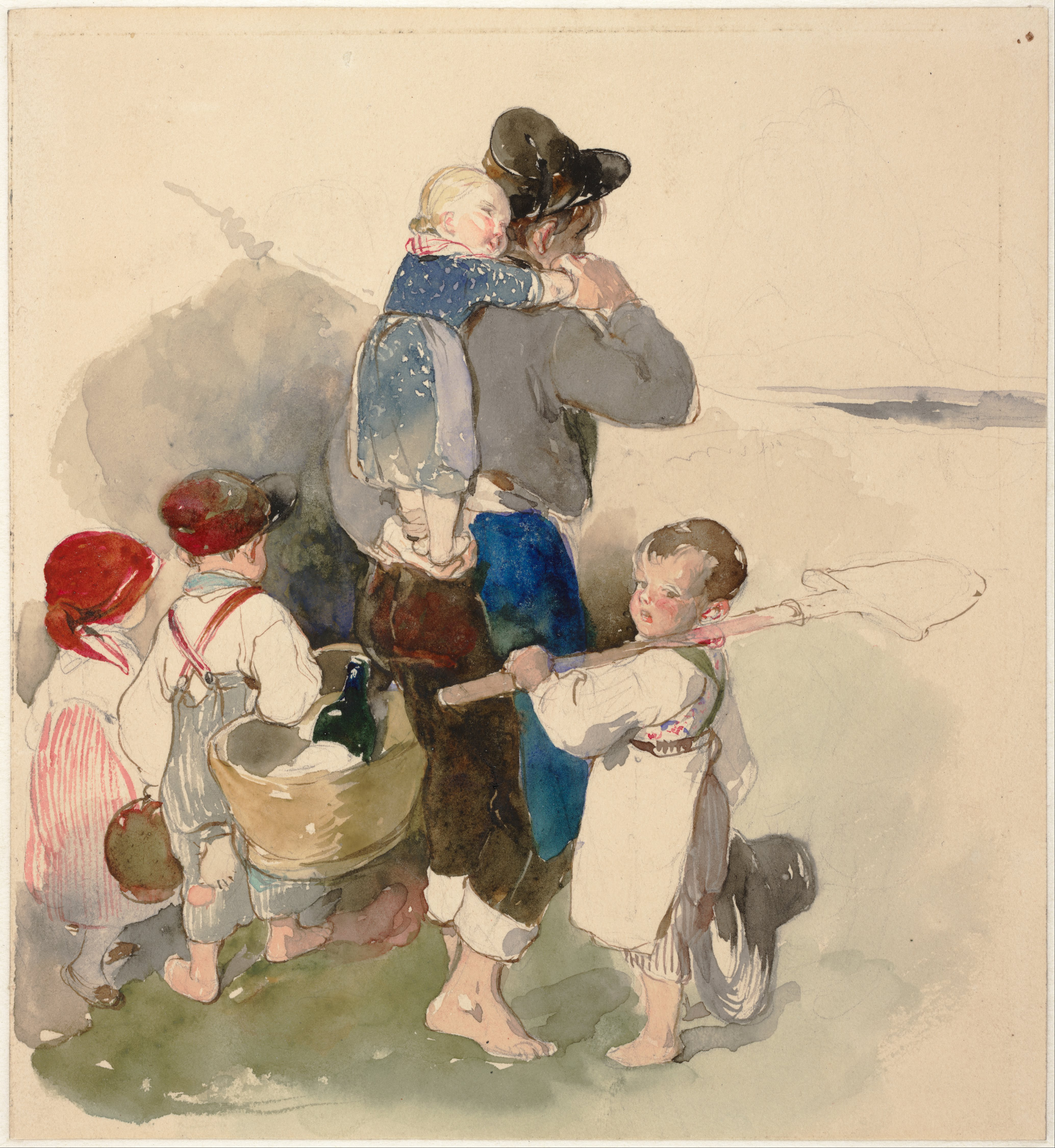
Peter Fendi, Děti při cestě k práci na poli, 1840 - Google Art Project

Peter Fendi byl mimořádně produktivním kreslířem a zanechal soubor více než 2000 kopií nejrůznějších antických památek z veřejných i soukromých sbírek. Jeho kresby slovenských hradů převedl rytec Josef Axmann.
Peter Fendi byl spolu Ferdinandem Georgem Waldmüllerem a Josefem Danhauserem významným zakladatelem žánrové malby Biedermeieru. Vycházel ze starších vzorů francouzské a holandské malby a volil podobné náměty - převážně každodenní život lidových vrstev a drobná zátiší. K nejžádanějším dílům na vídeňském trhu byly Fendiho služky, mlékařky, prodavačky a mladé matky v sentimentálně laděných scénách. Jeho práce jsou nesmírně lyrické a okouzlující a odrážejí životní styl Biedermeieru. Zanechal kolem 400 akvarelů, které se staly velmi populární a patří k nejlepším a nejdůležitějším z jejich žánru v rakouském devatenáctém století. Náměty jeho obrazů byly sociálně kritické scény z městského i venkovského života. Později se stal velmi žádaným portrétistou dětí ve šlechtických rodinách. Proslul jako průkopník a experimentátor v technice vícebarevné litografie.
Na objednávku arcikněžny Sophie v letech 1831-1835 vytvořil akvarelové ilustrace k básním Friedricha Schillera. Navrhl a vyryl také bankovky v hodnotě 5, 10 a 100 zlatých, které roku 1841 vydal Rakouský stát.
Kolem roku 1910 vznikl ve Vídni soubor erotických litografií, jejichž autor zůstal anonymní, ale byly mylně připsány Peteru Fendi.

### Díla (výběr)
- Podobizna dítěte, olej na dřevě, 20. léta, Národní galerie v Praze, odkaz Josefa Hlávky
- Císařovna Marie Terezie, mědiryt, 1824, Muzeum města Brna
- Svačící rodina, akvarel, 1836, Oblastní galerie v Liberci